# Avions Fairey Junior
El Avions Fairey Junior, también conocido como Tipsy Junior, fue un avión ligero monoplaza construido en Bélgica después de la Segunda Guerra Mundial.

## Desarrollo
El Junior fue uno de una serie de aviones ligeros diseñados y que recibieron su denominación por E.O. Tips, de la filial belga de Fairey Aviation, Avions Fairey. De construcción en madera y tela, era un monoplano convencional de ala baja con tren de aterrizaje con rueda de cola y cabina monoplaza abierta, aunque existía la opción de una capota de burbuja. Las alas de cuerda constante tenían extremos casi cuadrados, y el plano de cola, el empenaje y el timón también eran angulares. Ambos aviones completados fueron inicialmente propulsados por el motor Aeronca JAP J-99 de 27 kW (36 hp), posteriormente reemplazado por el más potente Walter Mikron 2 de 46 kW (62 hp).
El Junior, matriculado OO-TIT, voló por primera vez el 30 de junio de 1947 desde Gosselies, en Bélgica.

## Historia operacional

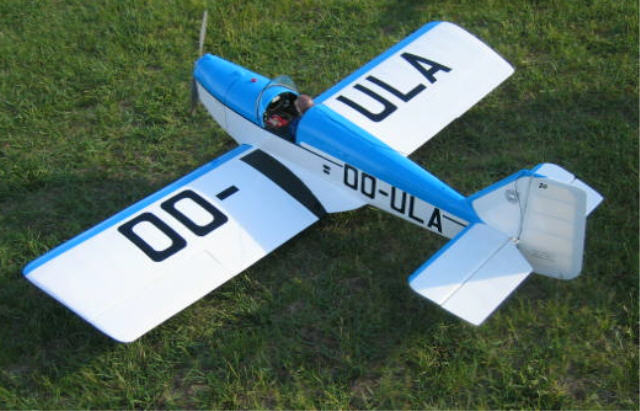
Modelo a escala volante del avión Fairey Tipsy Junior, construido por Donald Granlund.

El primer Junior fue dado de baja tras un aterrizaje forzoso en 1948.
El segundo ejemplar (número de construcción J.111, matrícula OO-ULA) fue adquirido por Fairey y llevado a Inglaterra en 1953, donde fue matriculado como G-AMVP. En 1957 se utilizó en una maniobra publicitaria cuando el piloto de pruebas de Fairey, Peter Twiss, lo aterrizó en el portaaviones HMS Ark Royal. Durante parte de su vida contó con la cubierta de burbuja. Reconstruido tras un largo periodo de almacenamiento tras un aterrizaje forzoso en 1993, volvió a volar a finales de 2006. Sufrió un pequeño accidente de aterrizaje en 2008, pero tuvo permiso para volar hasta mayo de 2009.
El Junior no se vendió, y el tercer avión se canceló antes de su finalización. Fairey lo compró incompleto en 1961 y ha estado en construcción en manos de varios propietarios desde entonces, pero nunca se terminó.

## Especificaciones
Referencia datos: British Civil Aircraft 1919-59 Vol.II.

### Características generales
- Tripulación: Uno (piloto)
- Longitud: 5,7 m (18,5 ft)
- Envergadura: 6,9 m (22,6 ft)
- Altura: 1,5 m (4,9 ft)
- Superficie alar: 10,5 m² (113 ft²)
- Peso vacío: 220 kg (484,9 lb)
- Peso cargado: 350 kg (771,4 lb)
- Planta motriz: 1× motor lineal de 4 cilindros invertido refrigerado por aire Walter Mikron II.
  - Potencia: 46 kW (63 HP; 63 CV)
- Hélices: Bipala de paso fijo

### Rendimiento
- Velocidad máxima operativa (Vno): 174 km/h (108 MPH; 94 kt)
- Velocidad crucero (Vc): 158 km/h (98 MPH; 85 kt)
- Alcance: 430 km (232 nmi; 267 mi)
- Techo de vuelo: 1800 m (5906 ft)